# Велике Доле (Требнє)
Велике Доле (словен. Velike Dole) — поселення в общині Требнє, регіон Південно-Східна Словенія, Словенія.